# Wolfsthal
Wolfsthal je obec v rakouské spolkové zemi Dolní Rakousko, ležící v okrese Bruck an der Leitha, v sousedství slovenského hlavního města Bratislavy, ležící v 150 m n. m. K 31. březnu 2009 měla 829 obyvatel a rozlohu 21,77 km².
Do roku 1996 tvořila s obcí Berg jednu obec Wolfsthal-Berg.

## Doprava
V obci je železniční stanice, která je od roku 1945 koncovou stanicí jednokolejné elektrifikované (15 kV, 16 2/3 Hz) místní dráhy Vídeň - Wolfsthal, která původně (v letech 1914–1945) pokračovala až do Bratislavy.